# ハーグ条約 (1720年)
ハーグ条約（ハーグじょうやく、英: Treaty of The Hague, 西: Tratado de La Haya, 仏: Paix de La Haye, 独: Haager Vertrag, 蘭: Verdrag van Den Haag）は、1720年2月17日に締結された、四国同盟戦争の講和条約。

## 背景
1700年、スペイン王カルロス2世が後継者のないまま死去した。彼は遺言でスペインとその植民地帝国全体をフランス王ルイ14世の孫、アンジュー公フィリップに託し、フィリップはスペイン王フェリペ5世として即位した。これにより、イングランド王国（1707年以降はグレートブリテン王国）、ネーデルラント連邦共和国（オランダ）、ハプスブルク君主国（オーストリア）が1702年にフランスに宣戦布告、ブルボン家のフィリップの代わりにハプスブルク家のカール大公をスペイン王につけようとした（スペイン継承戦争）。
しかし、カール大公は1711年にカール6世として神聖ローマ皇帝に即位、戦争の講和条約であるユトレヒト条約ではヨーロッパの勢力均衡を保つためにスペイン領をオーストリアとスペインの間で分割した。オーストリアもスペインも条約の一部に不満であり、その結果スペインは実力行使でオーストリアに分配されたスペイン領を取り戻そうとした。フランスとイギリスは1716年に同盟を締結したが、スペインが攻勢に出ると1718年にオランダ、オーストリアと四国同盟を結成した。同盟の目的はスペインがユトレヒト条約を否定しようとすることを防ぐためにあった。
フェリペ5世はエリザベッタ・ファルネーゼと結婚しており、エリザベッタの寵臣ジュリオ・アルベローニ枢機卿はフェリペ5世にシチリアとサルデーニャを奪取するよう働きかけた。この2つの領土はユトレヒト条約においてそれぞれオーストリアとサヴォイア公国に分配されていた。

## 内容
ハーグ条約において、フェリペ5世はイタリアに対する請求を放棄したが、オーストリアからファルネーゼ家の断絶後に息子カルロスがパルマ公国を継承することへの同意を勝ち得た。オーストリアは1731年のウィーン条約でこの条項を履行したが、フェリペ5世はポーランド継承戦争においてシチリアに侵攻、条約を破った。
もう1つの条項ではサヴォイア公ヴィットーリオ・アメデーオ2世がシチリア島をオーストリア領サルデーニャ島と交換、サルデーニャ王となった。